# James Holmes
James Eagan Holmes (født 13. december 1987) er gerningsmanden bag massakren i en biograf den 20. juli 2012 i byen Aurora i Colorado, hvor 12 mennesker blev dræbt og 58 blev såret. James Eagan Holmes, der ikke havde nogen kriminel fortid, blev anholdt umiddelbart efter skyderiet. 
I fængslet forsøgte James Eagan Holmes adskillige gange selvmord. 
Retssagen blev påbegyndt den 27. april 2015. Under retssagen påberåbte Eagan Holmes sig at have været sindssyg i gerningsøjeblikket.. Den 7. august 2015 blev han idømt livsvarigt fængsel samt 3.318 års fængsel uden mulighed for prøveløsladelse.

## Privatliv
James Eagan Holmes blev født i San Diego, Californien, hvor han voksede op. Hans mor var læge, og hans far var matematiker. Han har en søster. James studerede neurovidenskab, og havde intentioner om at få en Ph.D.. Han droppede dog ud af universitetet kort før massakren. 

## 20. juni 2012
Den 20. juni 2012 var der premiere på The Dark Knight Rises ved Century Movie Theather i Aurora. James Eagan Holmes købte en billet, og satte sig på forreste række, men gik 20 minutter inde i filmen ud af en nødudgang. Omkring 10 minutter efter kom han tilbage iført gasmaske, vest, sikkerhedshjelm, skudsikre leggins, skridtbeskytter og handsker. James Eagan Holmes smed to dåser med røg, og begyndte derefter at skyde omkring sig med et 12-gauge Remmington gevær. Han havde også en S&W M&P-15 riffel, og en Glock 22 håndpistol. Han blev anholdt 15 minutter senere.